# Gil Parrondo
Manuel Gil Parrondo y Rico-Villadoros (* 17. Juni 1921 in Ḷḷuarca, Valdés, Asturien; † 24. Dezember 2016 in Madrid) war ein spanischer Filmarchitekt, der nicht nur zwei Mal den Oscar für das beste Szenenbild, sondern auch mehrmals den spanischen Filmpreis Goya für das beste Produktionsdesign erhielt.

## Biografie
Der aus Luarca stammende Parrondo besuchte die Hochschule der Schönen Künste in San Fernando/Madrid, mit der Absicht, Architekt zu werden. In diesem Beruf arbeitete er auch zeitweilig. 1945 stieß Parrondo zum Film als Architektenassistent und arbeitete anfangs unter der Patronage des deutschstämmigen Szenenbildners Sigfrido Burmann. 1951 stieg Parrondo beim Film Gloria Mairena zum Chefdesigner auf und war im Laufe seiner Karriere bei der Erstellung der Filmbauten zu über 180 Produktionen beteiligt.

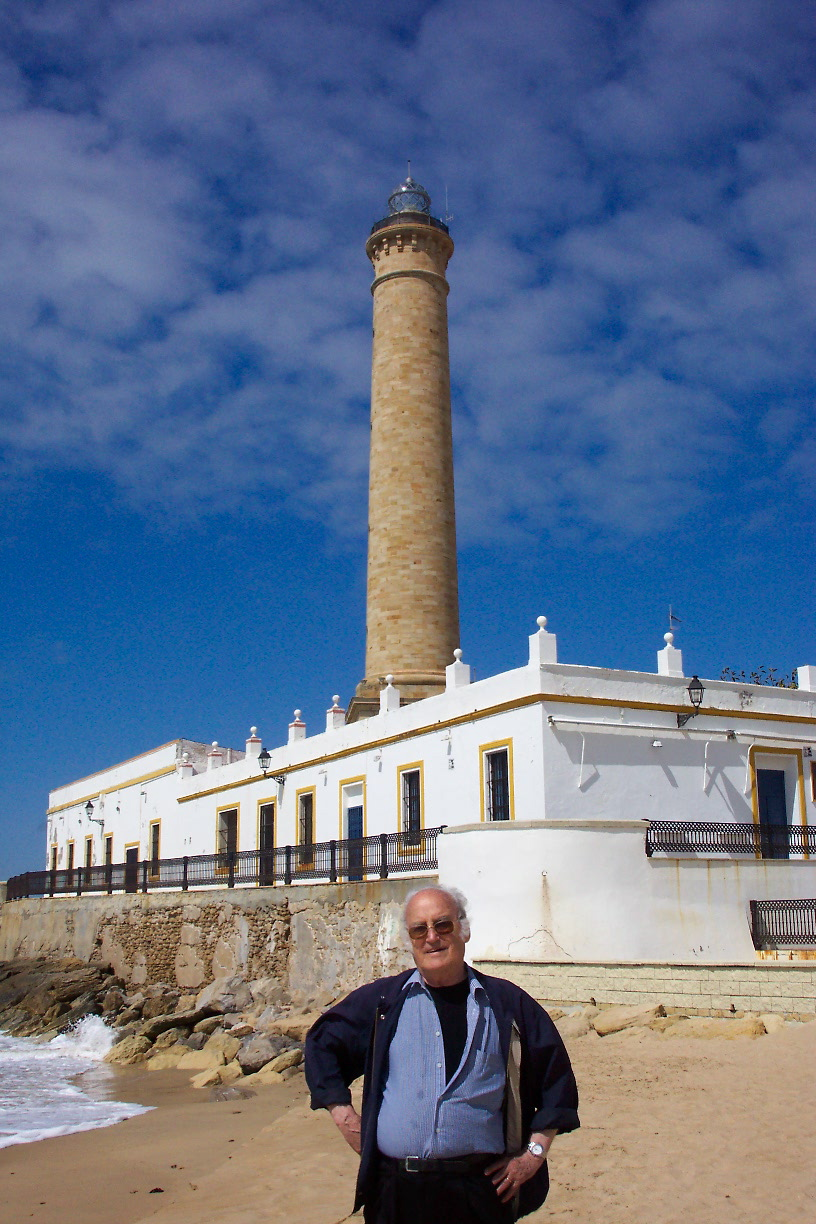
Gil Parrondo, Chipiona, Spain

Bei der Oscarverleihung 1971 erhielt er gemeinsam mit Urie McCleary, Antonio Mateos und Pierre-Louis Thévenet seinen ersten Oscar für das beste Szenenbild in dem Kriegsfilm Patton – Rebell in Uniform (1970). Gleich 1972 folgte sein zweiter Oscar in dieser Kategorie und zwar zusammen mit John Box, Ernest Archer, Jack Maxsted und Vernon Dixon für Nikolaus und Alexandra (1971). Schließlich war er mit John Box und Robert W. Laing bei der Oscarverleihung 1973 für Reisen mit meiner Tante (Travels with My Aunt, 1972) ein weiteres Mal nominiert.
Mitte der 1990er konzentrierte er sich auf die Ausstattung spanischer Filme des Filmregisseurs José Luis Garci und gewann zunächst 1995 den ersten Goya für das beste Produktionsdesign (Mejor Dirección Artística) für Canción de cuna (1994). Nach einer weiteren Nominierung für einen Goya 1999 für El abuelo (1998) erhielt er bei der Goya-Verleihung 2001 mit Gumersindo Andrés einen weiteren Goya für das beste Produktionsdesign in Garcis Film Una historia de entonces (You’re the one, 2000). 2003 wurde er für Historia de un beso (2002) wiederum für einen Goya nominiert und gewann diesen erneut 2005 für das beste Produktionsdesign in Garcis Film Tiovivo c. 1950 (2004).
Nachdem er bei der Goya-Verleihung 2006 wiederum den Goya für das beste Produktionsdesign in Garcis Ninette erhalten hatte, wurde er danach noch zwei weitere Male für die Szenenbilder in Filmen von José Luis Garci für einen Goya nominiert: 2008 für Luz de domingo (2007) sowie 2009 für Sangre de mayo (2008).
Weitere Filme mit von ihm geschaffenen Szenenbildern waren Gwangis Rache (1968), Luftschlacht um England (1969), Der Wind und der Löwe (1975), The Boys from Brazil (1978) sowie Lorca – Mord an der Freiheit (1996).
Er arbeitete im Laufe seiner Karriere nicht nur mit José Luis Garci zusammen, sondern auch mit Regisseuren wie Jim O’Connolly, John Milius, Guy Hamilton, Franklin J. Schaffner, Marcos Zurinaga und George Cukor.